# タワーリシチ
タワーリシチ ( Tovarisch ) は、ウォッカをベースとするショートドリンクである。タワーリシチ（Tovarisch）とは、「同志」という意味のロシア語товарищ。

## 標準的なレシピ
- ウォッカ ・・・ 2/4
- キュンメル ・・・ 1/4
- ライムジュース ・・・ 1/4

## 作り方
1. シェークする。
2. カクテルグラスに注ぐ。

## バリエーション
ベースのウォッカをジンに変え、ライムジュースをレモンジュースに変えれば、「シルバー・ブレット」

## 備考
「タワリッシ」と表記されることもある。

## 参考
- 文献 -
- 社団法人日本バーテンダー協会編著 『ザ・カクテルブック』発行:株式会社柴田書店 1991年12月10日初版 ( ISBN 4-388-05666-9 )

- 外部リンク -
社団法人日本バーテンダー協会
The Internet Cocktail Database、英文
| スタブアイコン | サブスタブ | この項目は、まだ閲覧者の調べものの参照としては役立たない、酒に関連した書きかけの項目です。この項目を加筆・訂正などしてくださる協力者を求めています（P:食/PJ:酒）。 |